# Huntington, Vermont
Huntington är en kommun (town) i Chittenden County i delstaten Vermont i USA. Vid folkräkningen år 2000 bodde 1 861 personer på orten. Den har enligt United States Census Bureau en area på totalt 98,8 km², allt är land. 